# Кевін Малькюї
Кевін Малькюї (фр. Kévin Malcuit, нар. 31 липня 1991, Шатне-Малабрі) — французький футболіст, фланговий захисник турецького «Анкарагюджю».

## Ігрова кар'єра
Народився 31 липня 1991 року в місті Шатне-Малабрі. Вихованець юнацьких команд футбольних клубів паризького «Расінга» та «Монако».
У дорослому футболі дебютував 2010 року виступами за головну команду «Монако», утім здебільшого паралельно залучався до ігор другої команди.
Першу половину 2012 року провів в оренді у «Ванні», команді Національного чемпіонату, третього дивізіону французької першості, після чого уклав повноцінний контракт з клубом «Фрежус-Сан-Рафаель» з того ж дивізіону.
На початку 2014 року продовжив кар'єру на рівні Ліги 2, ставши гравцем «Ніор». Протягом сезону 2014/15 вже був гравцем основного складу цієї команди і привернув увагу команд вищого дивізіону країни. Невдовзі після початку наступного сезону за орієнтовні 800 тисяч євро перейшов до «Сент-Етьєна», у складі якого 24-річний на той час гравець дебютував у Лізі 1.
Влітку 2017 року на запрошення головного тренера «Лілля» Марсело Б'єлси перейшов до цієї команди.
Після досить успішного сезону в «Ліллі» влітку 2018 року перебрався до Італії, де його новим клубом став «Наполі», якому трансфер захисника  обійшовся вже в орієнтовні 11 мільйонів євро. Спочатку був серед гравців основного складу, але з 2019 року почав з'являтися на полі епізодично. Першу половину 2021 року провів в оренді у «Фіорентині», де також взяв участь лише у декількох іграх.
Влітку 2022 року після завершення контракту з «Наполі» залишив клуб, ставши вільним агентом. У вересні того ж року знайшов варіант продовження кар'єри в Туреччині, уклавши дворічну угоду з «Анкарагюджю».

## Статистика виступів

### Статистика клубних виступів
Станом на 9 вересня 2022
| Сезон                          | Команда                        | Чемпіонат                      | Чемпіонат | Чемпіонат | Національний кубок | Національний кубок | Національний кубок | Континентальні кубки | Континентальні кубки | Континентальні кубки | Інші змагання | Інші змагання | Інші змагання | Усього | Усього |
| Сезон                          | Команда                        | Ліга                           | Ігор      | Голів     | Ліга               | Ігор               | Голів              | Ліга                 | Ігор                 | Голів                | Ліга          | Ігор          | Голів         | Ігор   | Голів  |
| ------------------------------ | ------------------------------ | ------------------------------ | --------- | --------- | ------------------ | ------------------ | ------------------ | -------------------- | -------------------- | -------------------- | ------------- | ------------- | ------------- | ------ | ------ |
| 2010–11                        | «Монако»                       | Л1                             | 1         | 0         | КФ+КЛ              | 0+0                | 0                  | -                    | -                    | -                    | -             | -             | -             | 1      | 0      |
| 2011-січ. 2012                 | «Монако»                       | Л2                             | 2         | 0         | КФ+КЛ              | 0+1                | 0                  | -                    | -                    | -                    | -             | -             | -             | 3      | 0      |
| Усього за «Монако»             | Усього за «Монако»             | Усього за «Монако»             | 3         | 0         |                    | 1                  | 0                  |                      | -                    | -                    |               | -             | -             | 4      | 0      |
| січ.-черв. 2012                | «Ванн»                         | НЧ                             | 12        | 2         | КФ                 | 0                  | 0                  | -                    | -                    | -                    | -             | -             | -             | 12     | 2      |
| 2012–13                        | «Фрежус-Сан-Рафаель»           | НЧ                             | 33        | 2         | КФ                 | 2                  | 0                  | -                    | -                    | -                    | -             | -             | -             | 35     | 2      |
| 2013-січ. 2014                 | «Фрежус-Сан-Рафаель»           | НЧ                             | 5         | 0         | КФ                 | 0                  | 0                  | -                    | -                    | -                    | -             | -             | -             | 5      | 0      |
| Усього за «Фрежус-Сан-Рафаель» | Усього за «Фрежус-Сан-Рафаель» | Усього за «Фрежус-Сан-Рафаель» | 38        | 2         |                    | 2                  | 0                  |                      | -                    | -                    |               | -             | -             | 40     | 2      |
| січ.-черв. 2014                | «Ніор»                         | Л2                             | 6         | 0         | КФ+КЛ              | 0+0                | 0                  | -                    | -                    | -                    | -             | -             | -             | 6      | 0      |
| 2014–15                        | «Ніор»                         | Л2                             | 29        | 2         | КФ+КЛ              | 2+1                | 0                  | -                    | -                    | -                    | -             | -             | -             | 32     | 2      |
| лип.-серп. 2015                | «Ніор»                         | Л2                             | 4         | 0         | КФ+КЛ              | 0+0                | 0                  | -                    | -                    | -                    | -             | -             | -             | 4      | 0      |
| Усього за «Ніор»               | Усього за «Ніор»               | Усього за «Ніор»               | 39        | 2         |                    | 3                  | 0                  |                      | -                    | -                    |               | -             | -             | 42     | 2      |
| вер. 2015–16                   | «Сент-Етьєн»                   | Л1                             | 9         | 0         | КФ+КЛ              | 3+0                | 0                  | ЛЄ                   | -                    | -                    | -             | -             | -             | 12     | 0      |
| 2016–17                        | «Сент-Етьєн»                   | Л1                             | 25        | 0         | КФ+КЛ              | 2+0                | 0                  | ЛЄ                   | 7                    | 0                    | -             | -             | -             | 34     | 0      |
| Усього за «Сент-Етьєн»         | Усього за «Сент-Етьєн»         | Усього за «Сент-Етьєн»         | 34        | 0         |                    | 5                  | 0                  |                      | 7                    | 0                    |               | -             | -             | 46     | 0      |
| 2017–18                        | «Лілль»                        | Л1                             | 23        | 0         | КФ+КЛ              | 1+1                | 0                  | -                    | -                    | -                    | -             | -             | -             | 25     | 0      |
| 2018–19                        | «Наполі»                       | A                              | 24        | 0         | КІ                 | 1                  | 0                  | ЛЧ+ЛЄ                | 0+2                  | 0                    | -             | -             | -             | 27     | 0      |
| 2019–20                        | «Наполі»                       | A                              | 4         | 0         | КІ                 | 0                  | 0                  | ЛЧ                   | 2                    | 0                    | -             | -             | -             | 6      | 0      |
| 2020-січ. 2021                 | «Наполі»                       | A                              | 2         | 0         | КІ                 | 0                  | 0                  | ЛЄ                   | 0                    | 0                    | СІ            | 0             | 0             | 2      | 0      |
| січ.-черв. 2021                | «Фіорентина»                   | A                              | 5         | 0         | КІ                 | 0                  | 0                  | -                    | -                    | -                    | -             | -             | -             | 5      | 0      |
| 2021–22                        | «Наполі»                       | A                              | 8         | 0         | КІ                 | 1                  | 0                  | ЛЄ                   | 4                    | 0                    | -             | -             | -             | 13     | 0      |
| Усього за «Наполі»             | Усього за «Наполі»             | Усього за «Наполі»             | 38        | 0         |                    | 2                  | 0                  |                      | 8                    | 0                    |               | -             | -             | 48     | 0      |
| вер. 2022–23                   | «Анкарагюджю»                  | СЛ                             | 0         | 0         | КТ                 | 0                  | 0                  | -                    | -                    | -                    | -             | -             | -             | 0      | 0      |
| Усього за кар'єру              | Усього за кар'єру              | Усього за кар'єру              | 192       | 6         |                    | 15                 | 0                  |                      | 15                   | 0                    |               | -             | -             | 222    | 6      |

## Титули і досягнення
- Володар Кубка Італії (1):

«Наполі»: 2019-2020